# Washakie

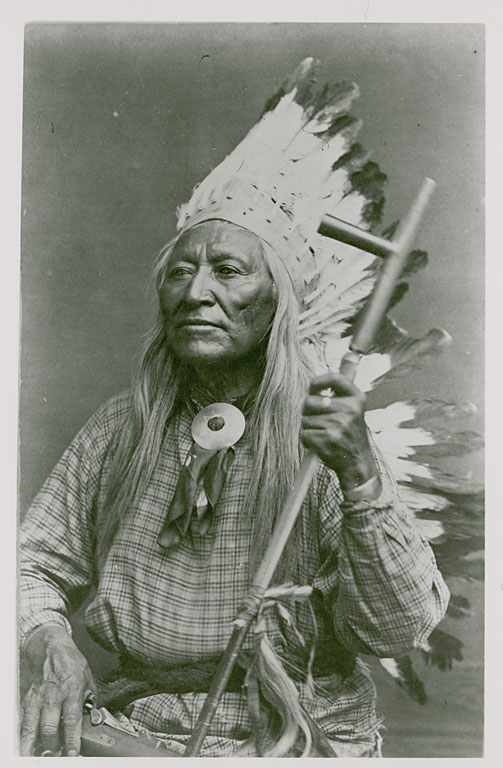
Washakie

Washakie (oorspronkelijk Pinaquana, ca. 1800 – 20 februari 1900) was een opperhoofd van de Shoshonen.
Washakie was een beroemd en dapper krijger die als opperhoofd verschillende Shoshone-groepen verenigde. Ook bij blanken was hij geliefd, mede vanwege het feit dat hij zijn volk ervan trachtte te weerhouden oorlog met hen te voeren, inziend dat een dergelijke oorlog geen kans op de overwinning bood. Hij was een van de leidende figuren bij het Verdrag van Fort Laramie (1851)..

## Levensloop
Pina Quana (Suikergeuren) werd geboren bij de Flathead-indianen, de stam van zijn vader. Rond 1830, nadat zijn vader was gedood door Zwartvoetindianen, nam hij zijn intrek bij de stam van zijn moeder, de Shoshonen, en rond die tijd werd zijn naam veranderd in Washakie. Na een nieuwe botsing tussen de Shoshonen en de Zwartvoetindianen sloten de twee stammen vriendschap. Washakie werd daarna het leidende opperhoofd van de oostelijke Shoshonen.
Washakie had kennissen en vrienden onder blanke handelaren en vallenzetters, van wie hij Engels en Frans leerde, naast de verschillende indianentalen die hij beheerste. Deze talenkennis kon hij benutten bij zijn inspanningen voor vrede tussen indianen en blanken. Zo tekende hij in 1863 en opnieuw in 1868 bij Fort Bridger een vredesverdrag dat het toekomstige grondgebied van zijn stam bepaalde. Uiteindelijk koos hij zelfs de zijde van de blanken tegen de Sioux die in 1876 samen met Cheyennes hun reservaat hadden verlaten en een Amerikaans leger hadden verslagen in de Slag bij de Little Bighorn.
Washakie stierf op 20 februari 1900 en werd met militaire eer begraven in het naar hem vernoemde Fort Washakie.